# Trichogramma deion
Trichogramma deion is een vliesvleugelig insect uit de familie Trichogrammatidae. De wetenschappelijke naam is voor het eerst geldig gepubliceerd in 1986 door Pinto & Oatman.